# Сянцзян
Сянцзян 湘江 або річка Сян - найбільша з чотирьох приток Янцзи що протікають у провінції Хунань, КНР. Через це, "Сян" також становить альтернативну назву Хунань.
На півночі гирло Сянцзян утворює озеро Дунтін 洞庭, у теперішній час друге за величиною у КНР (після озера Поян). У 214 до н.е. Сян було з'єднано каналом Лінцюй 靈渠 (Lingqu Canal) із річкою Лі 漓 (інша назва Ґуйцзян 桂江).

## Каскад ГЕС
На річці розташовано: ГЕС Wúxī, ГЕС Xiāngqí, ГЕС Jìnwěizhōu, ГЕС Тугутан, ГЕС Dàyuándù, ГЕС Zhūzhōu, ГЕС Zhǎngshā-Xiāngjiāng.

## У міфології
Богині-покровителі річки вважаються дочками імператора Яо, який одружив їх на майбутньому володарі за ім'ям Шунь.
Див. Xiang River goddesses.